# Eulalio García
Eulalio García Pereda  (* Casillas, 11 de mayo de 1951) es un ex-ciclista español, profesional entre 1976 y 1985, cuyos mayores éxitos deportivos los logró en la Vuelta a España, donde conseguiría 1 victoria de etapa en la edición de 1980, y en el Campeonato de España de ciclismo en ruta, prueba en la que se impondría en 1981.
Pasó al profesionalismo con el equipo vitoriano Kas, tras vencer pruebas amateur como la Vuelta a Navarra en 1975. A lo largo de su paso por el campo profesional logró un total de 31 victorias.

## Palmarés
| 1975 - Vuelta a Navarra 1976 - 1 etapa de la Vuelta a Cantabria 1977 - 1 etapa de los Tres Días de Leganés - 2 etapas de la Vuelta a La Rioja - 1 etapa de la Étoile des Espoirs 1978 - Challenge Costa de Azahar, más 3 etapas - 1 sector del G.P. Navarra - 2 etapas de la Vuelta a Cantabria - 2 etapas de los Tres Días de Leganés - 2 etapas de la Vuelta a La Rioja 1979 - Vuelta a La Rioja, más 2 etapas | 1980 - 1 etapa en la Vuelta a España - 2 etapas de la Challenge Costa de Azahar - Vuelta a Cantabria, más 1 etapa - 1 etapa de la Vuelta a La Rioja 1981 - Campeonato de España en Ruta - G.P. de Navarra - 1 etapa de la Vuelta a Burgos 1982 - 2 etapas de la Vuelta a Castilla - 2.º en el Campeonato de España en Ruta 1983 - 1 etapa de la Vuelta a La Rioja |